# Agrioglypta eurytusalis
Agrioglypta eurytusalis là một loài bướm đêm trong họ Crambidae.